# Hermann Odermatt
Hermann Odermatt (* 27. Januar 1888 in Gams; † 30. Oktober 1964 in Zürich, heimatberechtigt in Beckenried) war ein Schweizer Journalist und langjähriger Chefredaktor der Neuen Zürcher Nachrichten.

## Leben und Wirken
Hermann Odermatt wuchs als Sohn eines Landarztes im St. Galler Rheintal und in seinem Bürgerort Beckenried auf. Nach der Matura an der Stiftsschule Einsiedeln studierte er in Neuenburg, München und Zürich zuerst Medizin, dann Rechtswissenschaften. Die juristische Tätigkeit behagte ihm jedoch nicht. Odermatt, der sich schon in Studienjahren intensiv mit Musik befasst hatte, war ab 1918 Mitarbeiter der Neuen Zürcher Nachrichten für Musik und Oper. Ab 1919 war er Redaktionsmitglied dieser katholischen Tageszeitung Zürichs und betreute das Auslandsressort, das bis anhin in den Händen Georg Baumbergers lag. Nach der Wahl Emil Buombergers in den Zürcher Stadtrat übernahm Odermatt im Frühling 1933 die Redaktionsleitung der NZN und wirkte fast 30 Jahre lang, bis Ende 1962, als Chefredaktor. 1924/25 präsidierte Odermatt den Zürcher Presseverein, die journalistische Berufsorganisation der Limmatstadt.
Hermann Odermatt war für die Christlichsozialen politisch aktiv, was für seine Zeit, die als Hochzeit der partei- und konfessionsgebundenen Presse gilt, kaum überrascht. 1923 bis 1938 gehörte er dem Zürcher Gemeinderat an, den er im Amtsjahr 1929/30 präsidierte. Zweimal, von 1922 bis 1925 und von 1940 bis 1946 war Odermatt Mitglied des Kantonsrats. Zudem war er mehrere Jahre lang Mitglied der städtischen Literaturkommission.
Für Katholisch-Zürich setzte sich Hermann Odermatt nicht nur auf journalistischem und politischem Terrain ein, sondern auch im kulturellen Rahmen. Er, der schon als Student den Weg zur Musik gefunden hatte, dirigierte während 35 Jahren den Gregoriuschor der Liebfrauenkirche. Des Weiteren war er im Bereich der Musik schriftstellerisch tätig und dozierte darüber an der Volkshochschule. In den Anfangsjahren setzte er sich für das Radio Zürich ein, nach dem Zweiten Weltkrieg übernahm er von Jean-Rodolphe von Salis die «Weltchronik» von Radio Beromünster.

## Privates
Hermann Odermatt war zweimal verheiratet. 1921 ehelichte er die Sängerin Maria Prodolliet (1896–1932), mit der er drei Kinder hatte. Seine zweite Ehe ging er 1934 mit Klara Wolfer (1908–1966) ein. Odermatt war Mitglied des Club Felix, einer Vereinigung katholischer Akademiker und Selbständiger in Zürich. Für sein Wirken wurde er 1954 mit dem päpstlichen Gregoriusorden ausgezeichnet. Odermatt starb nach längerer Krankheit und wurde auf dem Friedhof Rehalp bestattet.